# Roelf de Boer
Pour les articles homonymes, voir De Boer.
Roelf de Boer, né le 9 octobre 1949 à Rotterdam, est un entrepreneur et homme politique néerlandais. 
Initialement membre du Parti populaire pour la liberté et la démocratie (VVD), il rejoint la Liste Pim Fortuyn (LPF) en 2002, pour laquelle il est ministre des Transports entre juillet 2002 et mai 2003, ainsi que vice-Premier ministre de novembre 2002 à mai 2003, dans le premier cabinet de Jan Peter Balkenende. Il fait par la suite son retour au VVD et est échevin à Rotterdam, au port, à l'économie et à l'environnement, entre mai 2006 et avril 2007.

## Biographie

### Formation
Il termine ses études secondaires en 1969. Il accomplit ensuite de nombreuses formations dans le management, la logistique, la communication et la gestion financière. Il accomplit son service militaire dans l'infanterie de marine (Korps Mariniers) entre 1969 et 1971.

### Vie professionnels

#### Débuts et ascension
Il commence à travailler en 1972 pour la compagnie de marine marchande Koninklijke Nedlloyd Groep (KNG), étant successivement installé aux Pays-Bas, en Allemagne et enfin au Moyen-Orient. En 1984, il quitte KNG pour occuper le poste de directeur de l'agence de la société Furness Scheepvaart à Rotterdam.

#### Un long parcours chez Lehnkering
En 1989 il devient pour dix ans directeur général de la société Lehnkering Logistics B.V., basée à Rotterdam et Barendrecht. Il entre au conseil d'administration de la maison mère, Lehnkering Logistik GmbH, située à Duisbourg, en 1996, et y siège pendant trois ans.

#### Changement d'entreprise
Ayant quitté Lehnkering le 1er septembre 1999, il prend la direction, ce même jour, de la holding Europese Waterwegen Transport, installée à Zwijndrecht. Il démissionne en janvier 2002, à la suite de son élection à la présidence de la chambre de commerce et d'industrie de Rotterdam.

### Une brève expérience ministérielle avec la LPF
Il appartient initialement au Parti populaire libéral et démocrate. Il le quitte en 2002 afin d'adhérer à la Liste Pim Fortuyn (LPF). Le 22 juillet suivant, Roelf de Boer est nommé à 52 ans ministre des Transports et des Voies d'eau dans le premier cabinet du chrétien-démocrate Jan Peter Balkenende. L'exécutif chute dès le 16 octobre et il se trouve alors nommé Vice-Premier ministre du fait du départ d'Eduard Bomhoff.

### Le retour au VVD et la fin de la politique
Son parti ayant été exclu du pouvoir après les élections législatives anticipées du 22 janvier 2003, il se retire de la vie politique et quitte la LPF pour rejoindre le VVD.
Il dirige alors la société de transports Koninklijk Nederlands Vervoer (KNV) entre 2005 et 2006. Il devient, le 18 mai 2006, bourgmestre adjoint de Rotterdam, chargé des Ports et de l'Économie. Il démissionne finalement en avril 2007, après avoir passé cinq mois en congé maladie.
Depuis 2008, il préside l'association néerlandaise des hôpitaux.